# Schickedanz Open 2003
Lo Schickedanz Open 2003 è stato un torneo di tennis facente parte della categoria ATP Challenger Series nell'ambito dell'ATP Challenger Series 2003. Il torneo si è giocato a Fürth in Germania dal 2 all'8 giugno 2003 su campi in terra rossa.

## Vincitori

### Singolare
Jan Frode Andersen ha battuto in finale  Óscar Hernández con il punteggio di 2–6, 6–2, 6–2

### Doppio
Denis Gremelmayr /  Simon Greul hanno battuto in finale  Tomas Behrend /  Karsten Braasch con il punteggio di 6–3, 1–6, 7–6(5)